# Joseph von Fuchsius

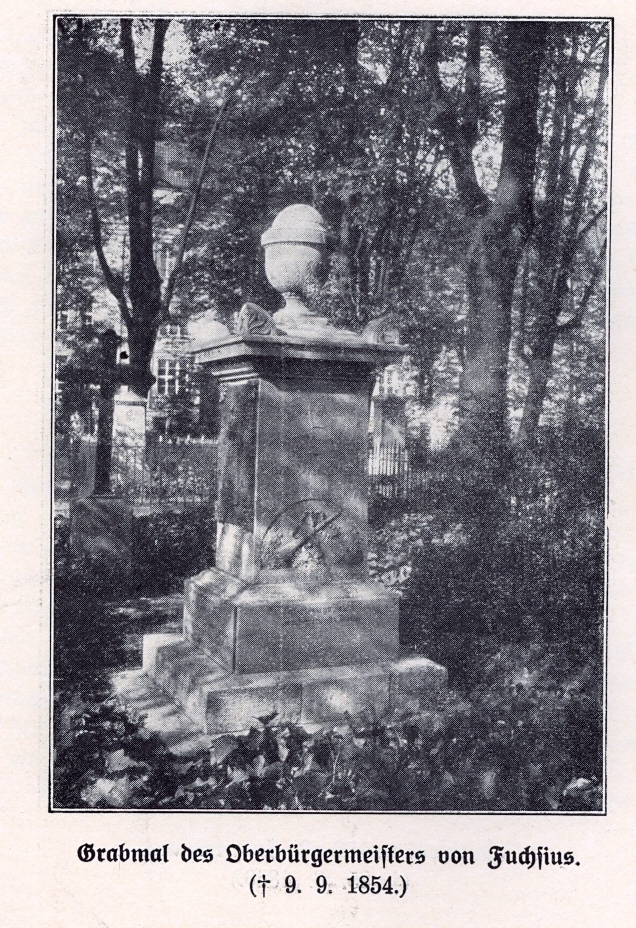
Grabmal des Oberbürgermeisters von Fuchsius

Johann Joseph Goswin Maria von Fuchsius (* 27. Juni 1793 in Düsseldorf; † 9. September 1854 ebenda) war ein deutscher Politiker und von August 1833 bis Juni 1848 Oberbürgermeister von Düsseldorf. 

## Leben
Er war das zweite Kind von Johann Engelbert von Fuchsius (1754–1828) und Maria Elisabeth Wilhelmina Walburga Paeffgens (1765–1823).
Er beantragte am 7. Mai 1848 nach längerer Krankheit seine Pensionierung. Ihm wurde vom Gemeinderat ein Ruhegeld von 500 Talern gewährt.
In seine Amtszeit fielen starke soziale Verwerfungen in Düsseldorf ebenso wie die Auseinandersetzungen der alteingesessenen, überwiegend katholischen Bevölkerung mit den zugezogenen preußischen Beamten, die großteils dem protestantischen Bekenntnis anhingen.
Fuchsius war verheiratet mit Maria Gertrud Adelheid Stammel und hatte einen Sohn Engelbert Maria Hubert von Fuchsius (1822–1870) 
Fuchsius hat ein Ehrengrab auf dem Golzheimer Friedhof.
| Personendaten    | Personendaten                                                 |
| ---------------- | ------------------------------------------------------------- |
| NAME             | Fuchsius, Joseph von                                          |
| ALTERNATIVNAMEN  | Fuchsius, Johann Joseph Goswin Maria von (vollständiger Name) |
| KURZBESCHREIBUNG | deutscher Lokalpolitiker; Oberbürgermeister von Düsseldorf    |
| GEBURTSDATUM     | 27. Juni 1793                                                 |
| GEBURTSORT       | Düsseldorf                                                    |
| STERBEDATUM      | 9. September 1854                                             |
| STERBEORT        | Düsseldorf                                                    |